# Chucoa
Chucoa är ett släkte av korgblommiga växter. Chucoa ingår i familjen korgblommiga växter.
Kladogram enligt Catalogue of Life:
| Chucoa | \| \| Chucoa ilicifolia \| \| \| \| \| \| Chucoa lanceolata \| \| \| \| |
|        | \| \| Chucoa ilicifolia \| \| \| \| \| \| Chucoa lanceolata \| \| \| \| |
|        | Chucoa ilicifolia                                                       |
|        |                                                                         |
|        | Chucoa lanceolata                                                       |
|        |                                                                         |